# Графство Тенген
Графството Тенген (на немски: Grafschaft Tengen) е графство в Хегау в Баден-Вюртемберг, Германия.
Солицата на графството е град Тенген, споменат за пръв път през 1112 г. Графството се дели на предно и задно господство. През 1422 г. господарите на Тенген наследяват Графство Неленбург и Ландграфство Неленбург, които през 1465 г. ги продават на Хабсбургите.
Задното господство е продадено от господарите на Тенген през 1275 г. на господарите на Клингенберг. 1305 г. отива на Хабсбургите и 1462 г. на господарите от род Бодман и на Юнгингите. 1488 г. отива на немския орден-балия Швабия-Елзас-Бургундия, комендантство Майнау. От там отива 1806 г. в Баден.
Предното господство Тенген отива с града и замъка през 1522 г. на Австрия. 1534 г. е обединено с Ландграфство Неленбург. През 1651 г. е заложено на господарите на Ауершперг, които го получават през 1653 г. Следващата година става княжеско графство.
1811 г. е продадено на Велико херцогство Баден. От 1967 г. е в Швейцария, след смяна на територии.